# 青木瓜之味
《青木瓜之味》（越南语：／）是一部越南裔法国籍导演陈英雄执导的电影。
该影片在1993年的戛纳电影节上获得金摄影机奖，法国凯撒电影獎最佳外语片奖，以及美国奥斯卡最佳外语片的提名。青木瓜之味是陈英雄真正意义上导演的第一部电影。这也是他首次和越南作曲家尊室節（Tôn-Thât Tiêt）合作，之后陈英雄两部作品《三轮车夫》和《夏至》的电影音乐都是由尊室節創作的。
电影故事情节发生在越南，不过电影全部是在法国布洛涅-比扬古搭设的摄影棚下完成。

## 劇情
梅，一个年轻的女孩成为一个家庭的仆人，这个家庭曾经很富有，但由于丈夫的不忠和挥霍无度，正在陷入贫困。他们唯一的收入来自妻子的小生意。丈夫的母亲是个残疾人，很少离开楼上的房间，她指责儿媳妇，告诉她："你有一个男人，但你不知道如何让他快乐。" 大儿子更喜欢他朋友的公司，爱读书的二儿子折磨昆虫，而以父亲为偶像的小儿子则任性、充满怨恨。梅很平和，对世界有强烈的好奇心。妻子曾失去了一个年幼的女儿，她对梅很好，像对待自己的孩子一样对待她。
当丈夫第四次也是最后一次离开时，他偷走了妻子微薄的存款和珠宝。他离开很久，以至于家里的食物几乎耗尽。他回家后不久就倒下了，妻子卖掉了一个传家宝花瓶和其他贵重物品来支付医疗费用，并召来了医生。当他接受针灸治疗时，音乐家们在房间外演奏欢快的音乐。当他死去时，妻子晕倒了，全家人都很震惊。
十年后，这个家庭陷入了困境。两个儿子离开了，妻子取代了楼上奶奶的位置，很少出场。在家庭的神龛上，祖母和丈夫的照片已经加入了其他离世亲属的照片。人们决定，这个家庭再也雇不起梅了。伤心欲绝的妻子给了梅一件丝绸衣服和一些金首饰，梅成了大儿子富有朋友的仆人，这位朋友现在是一位音乐会钢琴家，已经订婚，但似乎更喜欢弹钢琴，而不是与他轻浮的未婚妻共度时光。
一天晚上，随着未婚妻的喋喋不休，钢琴家的钢琴演奏变得更加暴躁。未婚妻出门后通过窗户观察，发现当梅进入房间时，他的演奏变得既热情又平静。当天晚上，他去了梅的住所，并关上了身后的门。当未婚妻知道后，她愤怒地打了梅一巴掌，砸碎了一些东西，然后把订婚戒指放在桌子上。当他回来时，平静地把戒指装进口袋。他开始教梅读书和写字。在最后一幕中，明显怀孕的梅正微笑着给他读诗。